# Plastic Noise Experience

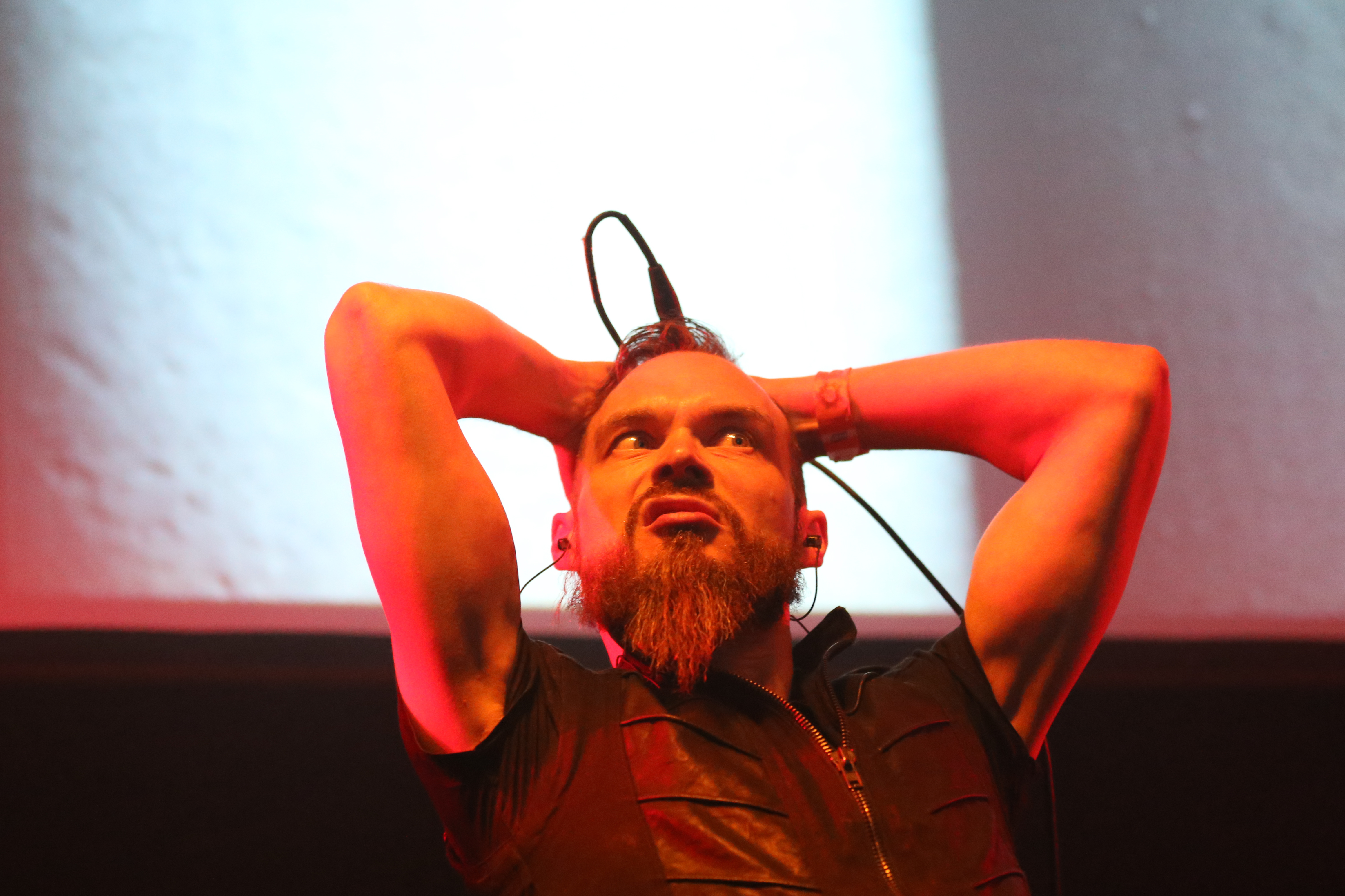
Wave-Gotik-Treffen 2016

Plastic Noise Experience is een Duitse elektro-formatie, die oorspronkelijk uit het duo Claus Kruse en Stephan Kalwa (bekend als „Your Schizophrenic Pal“) bestond.
PNE, zoals het vaak afgekort wordt, werd in 1989 te Minden opgericht, nadat Kruse en Kalwa elkaar aldaar in een discotheek hadden ontmoet. Kruse leidde toen reeds twee jaar een soloproject met de titel Plastic Error. Ze traden voor het eerst als Plastic Noise Experience op in Bremen op 5 januari 1991. Kalwa schreef de teksten, terwijl Kruse zong. Hun eerste album op cd, Transmission, verscheen in 1992 bij GA Records; voordien hadden ze reeds vijf uitgaven op cassette gemaakt. Ze toonden zich beïnvloed door elektronische-muziekpioniers zoals Kraftwerk en Klinik, maar hun muziek was zeer hard en ritmisch. In de discotheken sloeg dit zeer aan. De cover 'Smalltown Boy' van Bronski Beat was een bescheiden succes. In deze tijd scoorden ze onder andere hits met 'Gold', 'Ritual' en 'One Way Song'. Met 'Serious Times' verkenden ze de synthipop.
In 1992 verraste Kruse het publiek op een optreden in Bonn door 'Moving Hands' van Klinik onaangekondigd tezamen met Dirk Ivens van die groep te zingen. Het resultaat, dat er wezen mocht, trok de aandacht van het Belgische label KK Records, bij wie PNE vervolgens een contract tekende. In 1993 brachten ze een promotie-cd voor de bekende discotheek Zwischenfall in Bochum uit; het nummer 'Shadows on the Skyline' hieruit verwerd tot een kleine clubhit.
De volgende albums, String of Ice en Visage de Plastique, waren minder succesrijk: de voornaamste kritiek was dat ze te hard en mechanisch waren, en daarenboven was de lay-out van de inlegboekjes bijzonder slecht verzorgd.
PNE maakte een tournee door België, Denemarken, Duitsland en Tsjechië. De twee albums die ze voor KK gemaakt hadden, werden op het Amerikaanse label Van Richter Records samengebracht, tot 14 tracks gereduceerd en uitgebracht onder de titel -196 °C. In 1995 ging het relatief goed met PNE. GA Records bracht Transmission opnieuw uit met bonusmateriaal, Van Richter Records perste drie cd's samen in één en bracht het resultaat als Neural Transmission uit. Ook maakte PNE een herwerking van het nummer 'D-ranged' voor de elektro-formatie Paracont uit Osnabrück, die evenwel pas in 1997 op het PNE-album Rauschen gebruikt werd.
Het album Rauschen uit 1997, dat een comeback van Plastic Noise Experience moest inluiden, kreeg met het probleem te maken dat de muzieksmaak in Duitsland onderhand gewijzigd was; critici aldaar achtten het een ouderwets product. In tegenstelling tot het lauwe onthaal in eigen land, wekte PNE hiermee vooral interesse in het buitenland. Kruse richtte tevens een nevenproject op, Sonic Unit, dat eveneens vooral buiten Duitsland geapprecieerd werd.
Kalwa verliet de groep in 1999; in de plaats traden Steffen Gehring en René Raasch, die respectievelijk uit de elektro-formaties Technoir en Cyber (later Cysonic) afkomstig waren. Ook Kazim Sarikaya ondersteunt Plastic Noise Experience tijdens liveoptredens. Alle drie bespelen ze synthesizers.
PNE brengt meestal ietwat harde, mechanische elektro-noise die naar techno tendeert, alhoewel ze in sommige nummers melodieën met iets meer wave-invloeden spelen. De muziek is bijwijlen wat oppervlakkig, maar toont dikwijls inspiratie die naar de elektronische pioniers van de tachtiger jaren teruggrijpt. 'Machinemuziek' is over het algemeen een toepasselijke definitie.

## Discografie
- 1990 Gold
- 1990 Mission Memory
- 1991 Our Land, Our Lie
- 1991 The Black Tape
- 1992 Transmission
- 1992 The Black Box
- 1992 Smalltown Boy
- 1993 Zwischenfall (promotie-ep)
- 1993 String of Ice
- 1993 Visage de Plastique
- 1994 -196 °C
- 1995 Transmitted Memory (heruitgave van Transmission + bonus-cd)
- 1995 Neural Transmission
- 1997 Rauschen
- 1997 Digital Noise (dvd)
- 1997 City of Lies / In Your Mind
- 1997 Raw Cuts, Demos & Tapes Part I
- 2004 Maschinenraum
- 2004 Maschinenmusik
- 2005 Noised
- 2006 Dead or Alive
- 2008 Reiz und Reaktion
- 2013 Control (EP)
- 2014 Therapy
- 2016 Push and Punish